# John Choi Young-su
John Choi Young-su (ur. 23 marca 1942 w Gyeongsan, zm. 31 sierpnia 2009) – koreański duchowny katolicki, arcybiskup Daegu w latach 2007–2009.

## Życiorys
Święcenia kapłańskie przyjął 6 listopada 1970 i został inkardynowany do archidiecezji Daegu. Był m.in. dyrektorem różnych wydziałów miejscowej kurii, kanclerzem uniwersytetu katolickiego w Daegu, a także redaktorem naczelnym koreańskiego tygodnika Catholic Times oraz dyrektorem Taegu Broadcasting Corporation.

### Episkopat
22 grudnia 2000 papież Jan Paweł II mianował go biskupem pomocniczym archidiecezji Daegu i biskupem tytularnym Sitifis. Sakry biskupiej udzielił mu 27 lutego tegoż roku kard. Stephen Kim Sou-hwan.
3 lutego 2006 został mianowany arcybiskupem koadiutorem Daegu. Rządy w archidiecezji objął 29 marca 2007.
17 sierpnia 2009 papież Benedykt XVI przyjął jego rezygnację złożoną ze względów zdrowotnych.